# Podlužan
Podlužan is een plaats in de gemeente Dubrava in de Kroatische provincie Zagreb. De plaats telt 185 inwoners (2001).